# Dél-dániai Egyetem
A Dél-dániai egyetem egy mély regionális gyökerekkel és nemzetközi szemlélettel rendelkező kutatási és oktatási intézmény Dánia délnyugati részén. Az egyetem számos közös programot kínál a németországi Flensburg és Kiel városok egyetemeivel közreműködve és szoros kapcsolatokat ápol a helyi vállalatokkal és a nemzetközi tudományos közösséggel.

## Története
A Dél-dániai Egyetem (eredeti nevén Syddansk Universitet) az Odense-i Egyetem, a Dél-dániai Üzleti és Műszaki Egyetem és a Dél-jyllandi Egyetemi Központ egybeolvadásával jött létre 1998-ban. 2007. január 1.-je óta az egyetem magába foglalja Slagelse város üzleti iskoláját, a Nemzeti Közegészségügyi Intézetet és Odense Technikumát. Ezzel immár hét campusszal rendelkezik az intézmény: az Odense campus a Fyn szigeten, Slagelse és Koppenhága campusa a Sjælland szigeten, míg a Kolding, az Esbjerg és a Sønderborgi campusok a Jylland-félszigeten találhatók. Szintén része az egyetemnek a Dél-dániai Egyetemi Könyvtár 1998 óta.

## Igazgatás és szervezet
Az egyetemet egy kilenctagú bizottság irányítja: 5 egyetemen kívülről beválasztott tag alkotja a többséget, 1 tagot a tudományos munkatársak, 1 másik tagot az adminisztratív személyzet és további 2 tagot az egyetem diákjai választanak. Ez a bizottság nevezi ki az egyetem rektorát, a rektor a dékánokat, a dékánok pedig a tanszékek vezetőit jelölik ki. Az egyetemi karoknak nincsenek tanácsai és az előbb említett személyek kiválasztásában sincs szerepük.

## Karok, kutatás és oktatás
A Dél-dániai Egyetem 5 karral – ezeken belül 32 tanszékkel és 11 kutatási központtal – rendelkezik és az egyetemhez tartozik a Dél-dániai Egyetemi Könyvtár is. 
Az egyetem fő tevékenységei a kutatási projektek támogatása és az oktatás, továbbá a széles körű együttműködés a helyi vállalatokkal. Angol nyelvű szakok is megtalálhatók az egyetem kínálatában, például az Európai Tanulmányok és az Amerikai Tanulmányok.
Az intézmény 6 campusán 1200 kutató dolgozik, a hallgatók száma pedig hozzávetőlegesen 18 ezer. Épületeinek összesített területe eléri a 272 554 négyzetmétert. Az egyetem által nyújtott szakok választéka igen sokfelé kiterjed, többek között a humán tudományok és a mérnöki képzések is megtalálhatók kínálatában, mely az utóbbi években egyre csak tágult. Az iskola számos kutatási központtal is rendelkezik, mint például a Hans Christian Andersen Központ, a Hang Kommunikáció Központ vagy a Dániai Biotechnológiai Eszközök Központja. 
Szoros együttműködésüknek köszönhetően a dán ipar három meghatározó vállalata is segítette adományaikkal az egyetem munkáját: a Maersk egy robotok fejlesztésével is foglalkozó központ, a Danfoss pedig egy elektronikai eszközök intelligensebbé tételével foglalkozó intézmény működését támogatja, míg a Lego az egyetem gyermekek viselkedését és fejlődését vizsgáló kutatást segít. 2009 óta Mária dán hercegné az egyetem védnöke.